# Avoca (ville, New York)
Pour les articles homonymes, voir Avoca.
Ne doit pas être confondu avec Avoca (village, New York).
Avoca est une ville du comté de Steuben, dans l'État de New York, aux États-Unis,. En 2010, elle comptait une population de 2 264 habitants.

## Démographie
Lors du recensement de 2010, la ville comptait une population de 2 264 habitants, tandis qu'en 2016, elle est estimée à 2 187 habitants.